# MANY
「MANY」（メニー）は、2006年7月19日に発売された奥田民生の20枚目のシングル。

## 解説
前作「トリッパー」から9ヶ月ぶりのシングル。レコーディングは2005年の6月に行われており、収録曲の2曲とも事前に行われたツアー「Cheap Trip 2006」にて既に披露されていた。
2曲ともオリジナル・アルバムには未収録。「MANY」はベスト・アルバム『記念ライダー2号〜オクダタミオシングルコレクション〜』に、「KYAISUIYOKUMASTER」はカップリング集『BETTER SONGS OF THE YEARS』に収録された。
購入者に先着で「サマービッグタミオクジ」が配られた。

## 収録曲
1. MANY (4:24)（作詞・作曲：奥田民生）
2. KYAISUIYOKUMASTER (6:33)（作詞・作曲：奥田民生、チャーリー・ドレイトン）

　・奥田はこの曲の作詞に関して、チャーリーの仮歌が日本語らしく歌われているのを聴き取って作詞したので共作であると述べている。

## 収録アルバム
- 記念ライダー2号〜オクダタミオシングルコレクション〜 (#1)
- BETTER SONGS OF THE YEARS (#2)

## 参加ミュージシャン
- 奥田民生 - ボーカル、ギター
- チャーリー・ドレイトン - ドラムス、パーカッション、ハーモニー
- 小原礼 - ベース、ハーモニー
- ジェフ・バブコ - キーボード